# Zavattariornis stresemanni
Zavattariornis stresemanni е вид птица от семейство Вранови (Corvidae), единствен представител на род Zavattariornis. Видът е застрашен от изчезване.

## Разпространение
Видът е разпространен в Етиопия.